# برج پوئیو
برج پوئیو (انگلیسی: Puijo tower) یک برج دیدبانی (نظارتی) در بالای تپه پوئیو در کوئوپیو، در فنلاند شرقی است. این برج که در سال ۱۹۶۳ افتتاح شد، ۷۵ متر (۲۴۶ فوت) ارتفاع دارد و دارای غذاخوری گردان با ۱۰۰ صندلی است. این اولین برج با رستوران گردان در کشورهای نوردیک بود. این رستوران الهام‌بخش ارکی لیندفورس، شهردار تامپره، بود که ایده ساخت رستورانی مشابه در شهر زادگاهش را در سر داشت و در نتیجه برج ناسینولا در سال ۱۹۷۱ افتتاح شد. بیش از ۵.۵ میلیون گردشگر از برج پوئیو بازدید کرده‌اند.
برج فعلی، سومین برج در این مکان است. وقتی این برج در ۲۷ ژوئیه ۱۹۶۳ تکمیل شد، برج دوم که در سال ۱۹۰۶ ساخته شده بود، برچیده شد. برج اول در سال ۱۸۵۶ ساخته شده بود. در ضلع غربی برج، سه تپه پرش اسکی پوئیو وجود دارد.

## نگارخانه

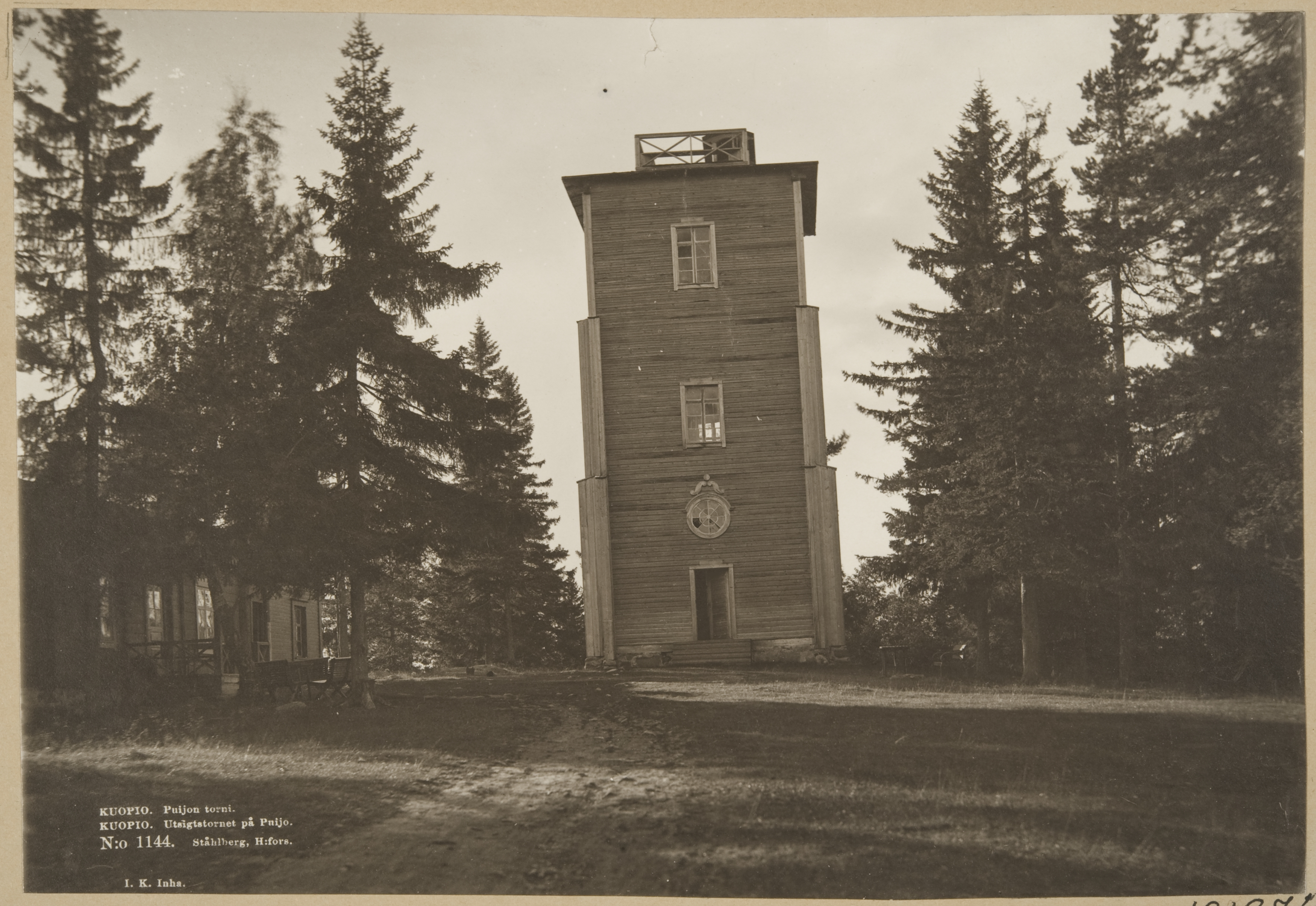
برج اول پوئیو, ح. ۱۸۹۳
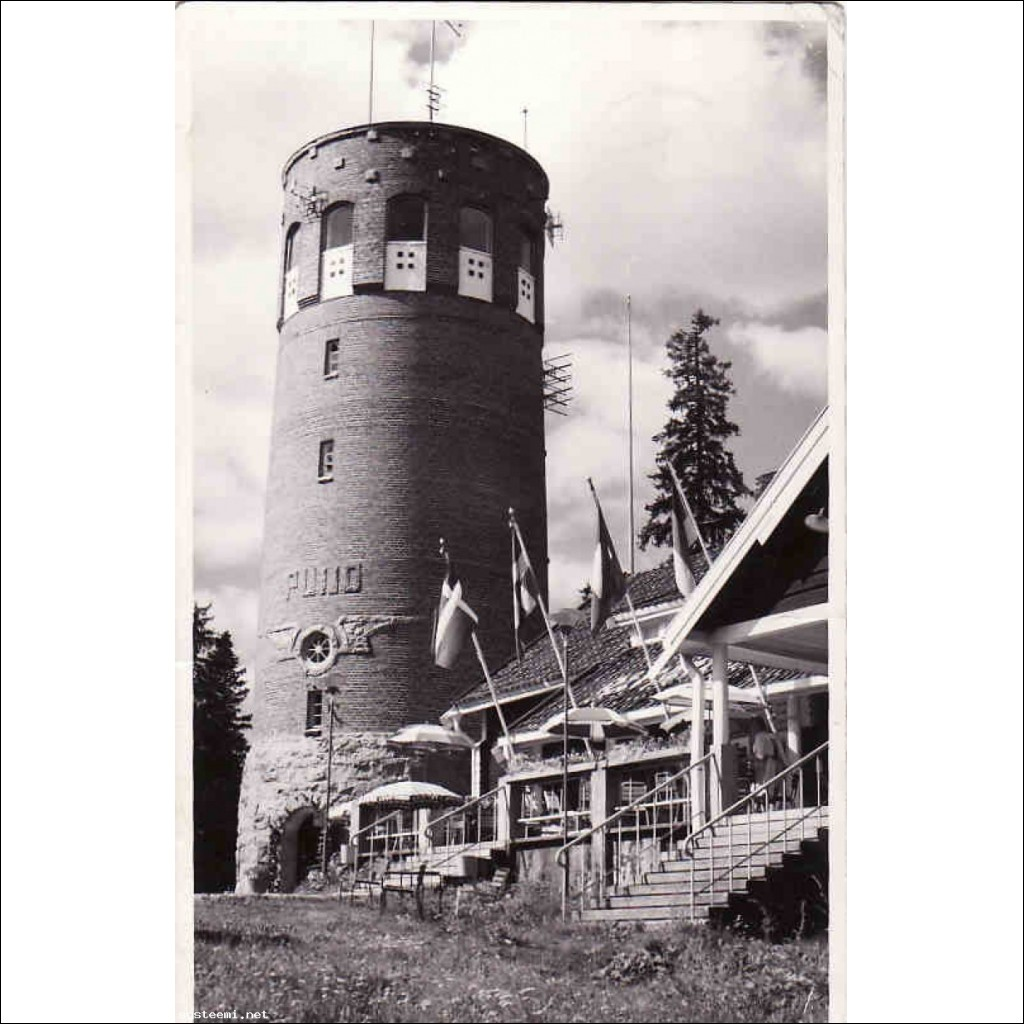
برج دوم پوئیو, ساخته شده در ۱۹۰۰
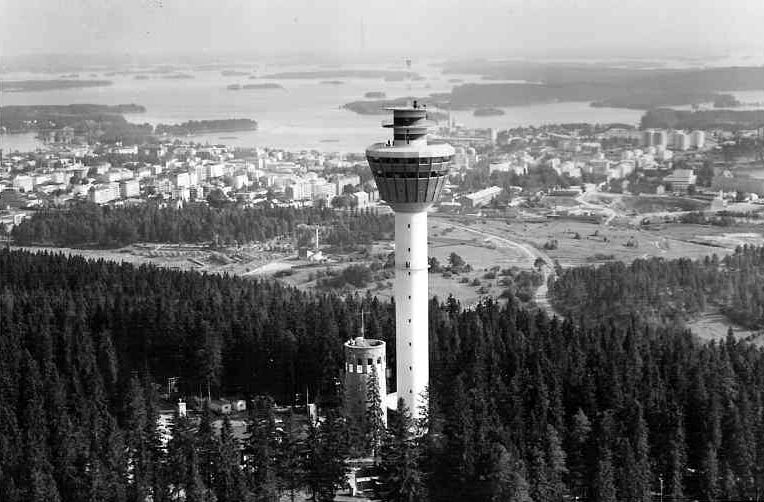
هر دو برج دوم و سوم پوئیو در سال ۱۹۶۳. برج جدید تازه تکمیل شده بود و قرار بود برج قدیمی برچیده شود.
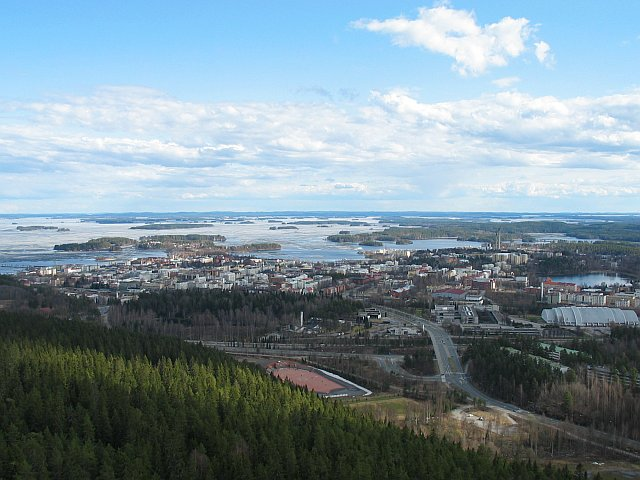
نمای مرکز کوئوپیو از برج، ۲۰۰۳
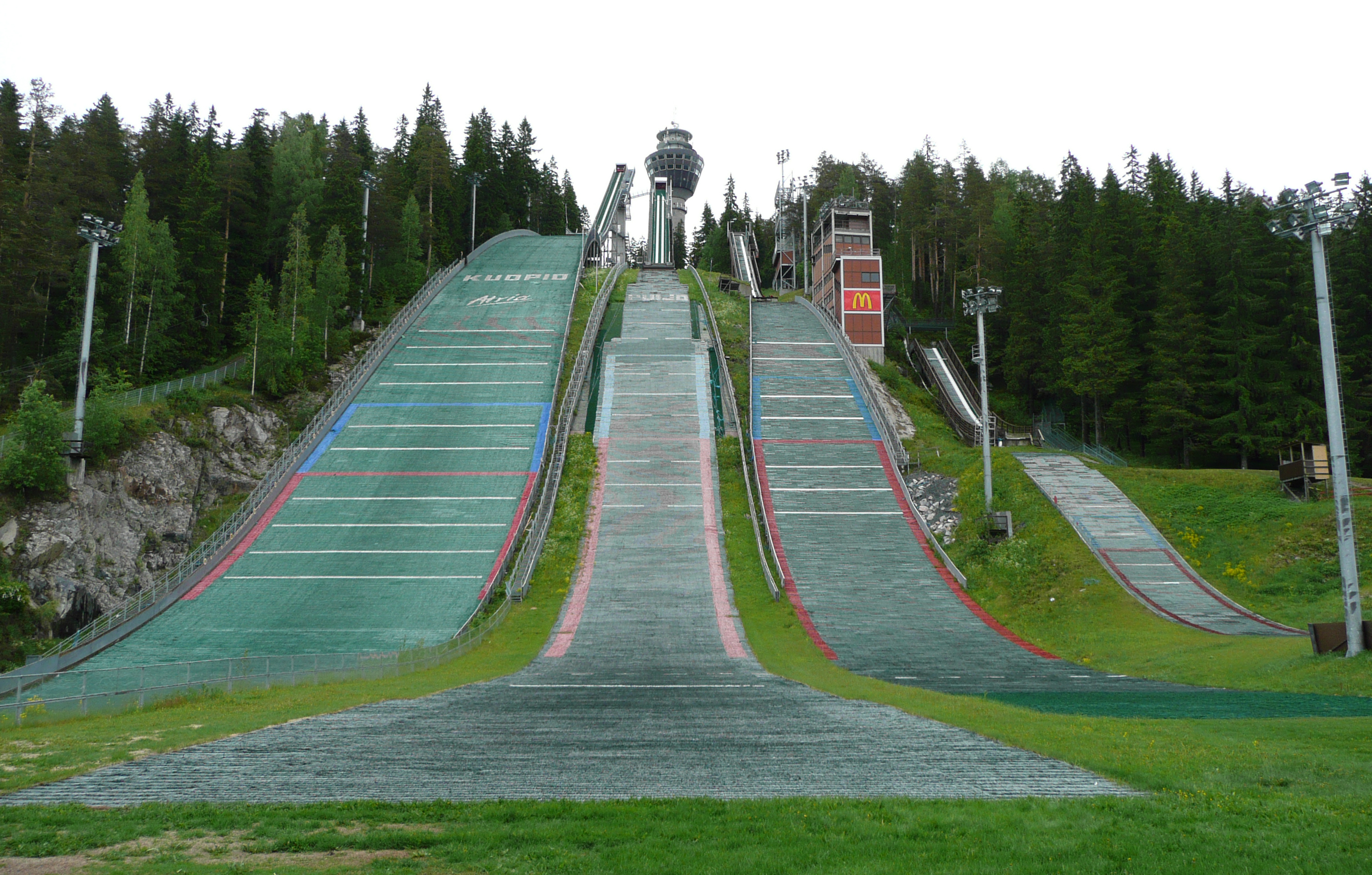
تپه‌های پرش اسکی پوئیو و برج پوئیو، ۲۰۰۸
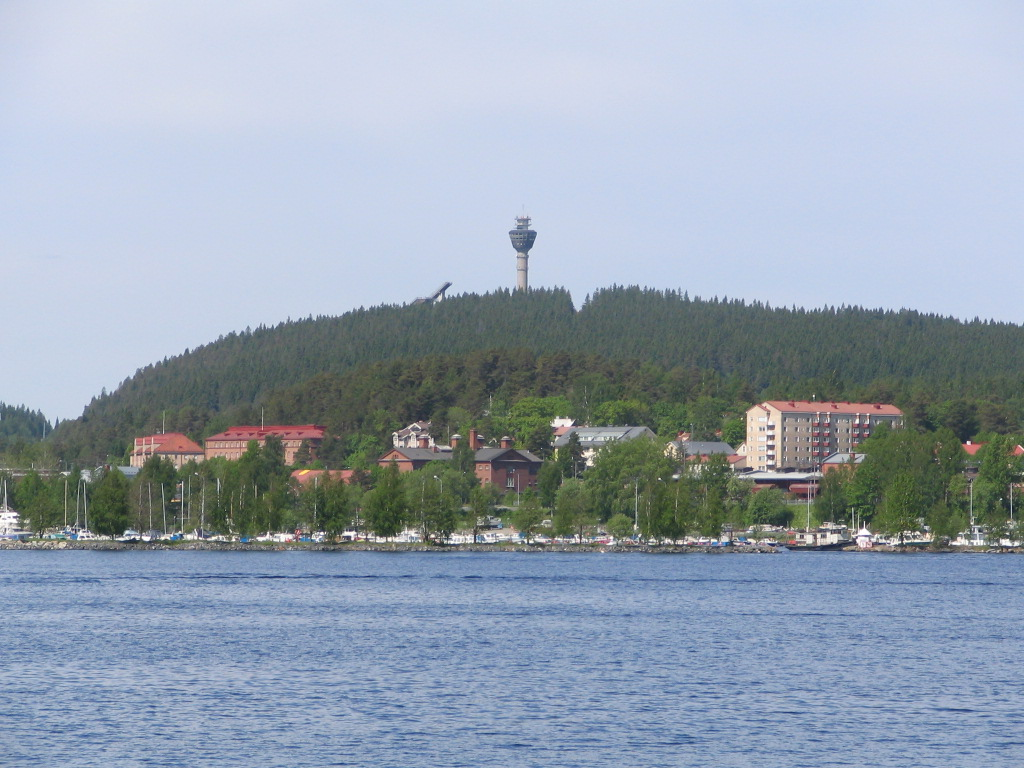
تپه پوئیو و برج عکس‌برداری‌شده از دریاچه کالاوسی، ۲۰۰۵